# Великий мухоїд
Великий мухоїд (Cnipodectes) — рід горобцеподібних птахів родини тиранових (Tyrannidae). Представники цього роду мешкають в Центральній і Південній Америці. Рід довгий час вважався монотиповим, поки в 2007 році не був описаний рудий мухоїд.

## Опис
Представники цього роду мають середню довжину тіла 18-22 см. Їхнім самцям притаманні специфічної форми першорядні махові пера. Великі мухоїди живуть поодинці, майже ніколи не приєднуються до змішаних зграй птахів.

## Таксономія і систематика
Молекулярно-генетичне дослідження, проведене Телло та іншими в 2009 році дозволило дослідникам краще зрозуміти філогенію родини тиранових. Згідно із запропонованою ними класифікацією, рід Великий мухоїд (Cnipodectes) належить до родини Пікопланові (Rhynchocyclidae), підродини Мухоловоклинодзьобних (Todirostrinae). До цієї підродини систематики відносять також роди  Чорночубий мухолов (Taeniotriccus), Тітіріджі (Hemitriccus), Мухолов-клинодзьоб (Todirostrum), Мухолов (Poecilotriccus), Аруна (рід) (Myiornis), Жовтоокий тиранчик (Atalotriccus), Тиранчик-чубань (Lophotriccus) і Криводзьоб (Oncostoma). Однак більшість систематиків не визнає цієї класифікації.

### Види
Виділяють два види:
- Мухоїд великий, (Cnipodectes subbrunneus)
- Мухоїд рудий, (Cnipodectes superrufus)[7]

## Етимологія
Наукова назва роду Cnipodectes походить від сполучення слів дав.-гр. κνιψ — комаха, короїд і δηκτης — той, хто кусає.